# Torre Nordlink
La Torre Nordlink (Nordlink P.WP. o Nordlink), es un edificio de oficinas de alta tecnología ubicado en la ciudad argentina de Rosario, Santa Fe. Pertenece al complejo de Puerto Norte a cargo de Aldo Lattuca & asociados.

## Progreso actual
El edificio dispone de 20 pisos y 90 metros de altura, con un exterior totalmente vidriado, con las oficinas equipadas con elementos más actuales de las realizadas hasta el momento en el país. Los servicios comunes que tiene son: restaurante, gimnasios, dos salones de conferencias, oficina bancaria  y casi cuatrocientas plazas de estacionamiento para automóviles.